# Diamante do Sul
Diamante do Sul is een gemeente in de Braziliaanse deelstaat Paraná. De gemeente telt 3.791 inwoners (schatting 2009).

## Aangrenzende gemeenten
De gemeente grenst aan Altamira do Paraná, Guaraniaçu, Laranjal en Nova Laranjeiras.